# Помелсбрун
Помелсбрун (њем. Pommelsbrunn) општина је у њемачкој савезној држави Баварска. Једно је од 27 општинских средишта округа Нирнбергер Ланд. Према процјени из 2010. у општини је живјело 5.330 становника. Посједује регионалну шифру (AGS) 9574147.

## Географски и демографски подаци
Помелсбрун се налази у савезној држави Баварска у округу Нирнбергер Ланд. Општина се налази на надморској висини од 468 метара. Површина општине износи 50,0 km². У самом мјесту је, према процјени из 2010. године, живјело 5.330 становника. Просјечна густина становништва износи 107 становника/km².